# Симбаш
Симбаш — река в России, протекает по Челябинской области. Устье реки находится в 220 км по правому берегу реки Сим. Длина реки составляет 16 км.
При впадении в Сим находился посёлок Гавань, упразднённый в 1995 году, ныне СНТ «Гавань».

## Данные водного реестра
По данным государственного водного реестра России относится к Камскому бассейновому округу, водохозяйственный участок реки — Сим от истока и до устья, речной подбассейн реки — Белая. Речной бассейн реки — Кама.
Код объекта в государственном водном реестре — 10010200612111100018990.